# Gongylomorphus bojerii
Gongylomorphus bojerii är en ödleart som beskrevs av  Dennis E. Desjardin 1831. Gongylomorphus bojerii ingår i släktet Gongylomorphus och familjen skinkar.

## Underarter
Arten delas in i följande underarter:
- G. b. fontenayi
- G. b. bojerii
- G. b. borbonica